# Tam Sơn, Sông Lô
Tam Sơn là thị trấn huyện lỵ của huyện Sông Lô, tỉnh Vĩnh Phúc, Việt Nam.

## Địa lý
Thị trấn Tam Sơn có vị trí địa lý:
- Phía đông giáp xã Nhạo Sơn
- Phía tây giáp xã Bình Bộ, xã Tử Đà, huyện Phù Ninh, tỉnh Phú Thọ
- Phía nam giáp xã Như Thụy
- Phía bắc giáp xã Đồng Quế và xã Phương Khoan.

Thị trấn Tam Sơn có 376 ha diện tích tự nhiên và 7.655 người.

## Di tích
Tháp Bình Sơn được xây dựng vào đời Lý - Trần cao gần 16m. Tháp có 11 tầng, bệ tháp hình vuông với cạnh dài 4,45m và nhỏ dần lên đỉnh tháp. Tháp được xây bằng gạch đất nung, móng sâu hơn 1m xây bằng gạch vồ. Trải qua năm tháng tháp bị sụt lún và nghiêng và đã được trùng tu, tôn cao bệ tháp bằng bê tông hoàn tất vào năm 1972, kiến trúc vẫn được bảo tồn như cũ. Tháp Bình Sơn là một số ít di sản kiến trúc nghệ thuật từ đời Lý - Trần còn được bảo tồn nguyên vẹn đến ngày hôm nay.